# Mahmud Molagasemi
Mahmud Molagasemi (Teherán, Irán, 5 de abril de 1929) es un deportista iraní retirado especialista en lucha libre olímpica donde llegó a ser medallista de bronce olímpico en Helsinki 1952.

## Carrera deportiva

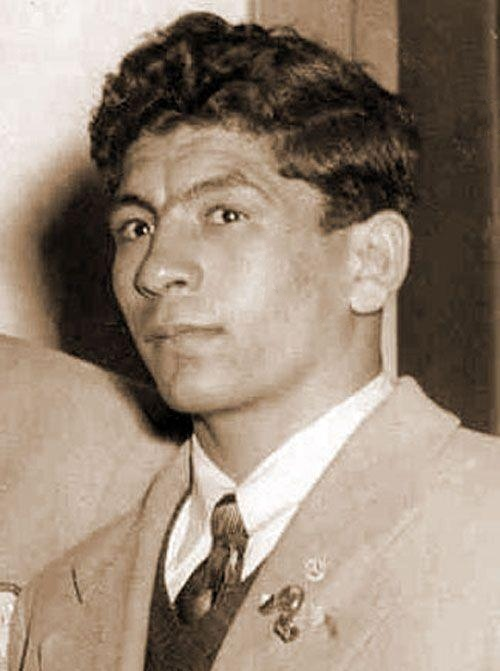

En los Juegos Olímpicos de 1952 celebrados en Helsinki ganó la medalla de bronce en lucha libre olímpica estilo peso mosca, tras el luchador turco Hasan Gemici (oro) y el japonés Yushu Kitano (plata).